# Bernardo Vargas Machuca
Bernardo de Vargas Machuca (Simancas, 1557 - Madrid, 1622) fue un militar, naturalista, veterinario y conquistador español.

## Biografía
Bernardo de Vargas Machuca nació en Simancas, localidad de la actual provincia de Valladolid, en 1557, siendo hijo de Juan Vargas, alcaide del castillo de dicha población. Existen dudas sobre la fecha de su nacimiento, pues según una descripción suya de 1599, habría nacido en 1555. Cursó sus estudios en la ciudad de Valladolid, alistándose a muy temprana edad en el Ejército español. Sirvió en Italia y en la colonización de América. Durante su estancia en el continente americano residió en la Santafé de Bogotá, en el Nuevo Reino de Granada. Tras retirarse de la carrera militar se instaló en la nueva capital de la Monarquía Hispánica, Madrid. En esta etapa escribió varias obras en las que recoge sus impresiones e investigaciones, entre las que destaca la Milicia y descripción de las Indias,  también conocida como Milicia Indiana, manual destinado a los oficiales españoles que servían en el Nuevo Mundo. Además escribió el Compendio y doctrina nueva de la Gineta, uno de los principales estudio sobre equitación de la época que está dedicada al conde Alberto Fúcar, de la familia Fugger, y otro ensayo titulado Defensa de la conquista de las Indias, en la que rechaza las ideas de Fray Bartolomé de las Casas, aunque esta última no llegó a ser publicada.  Falleció en la capital española en 1622.

## Escritos

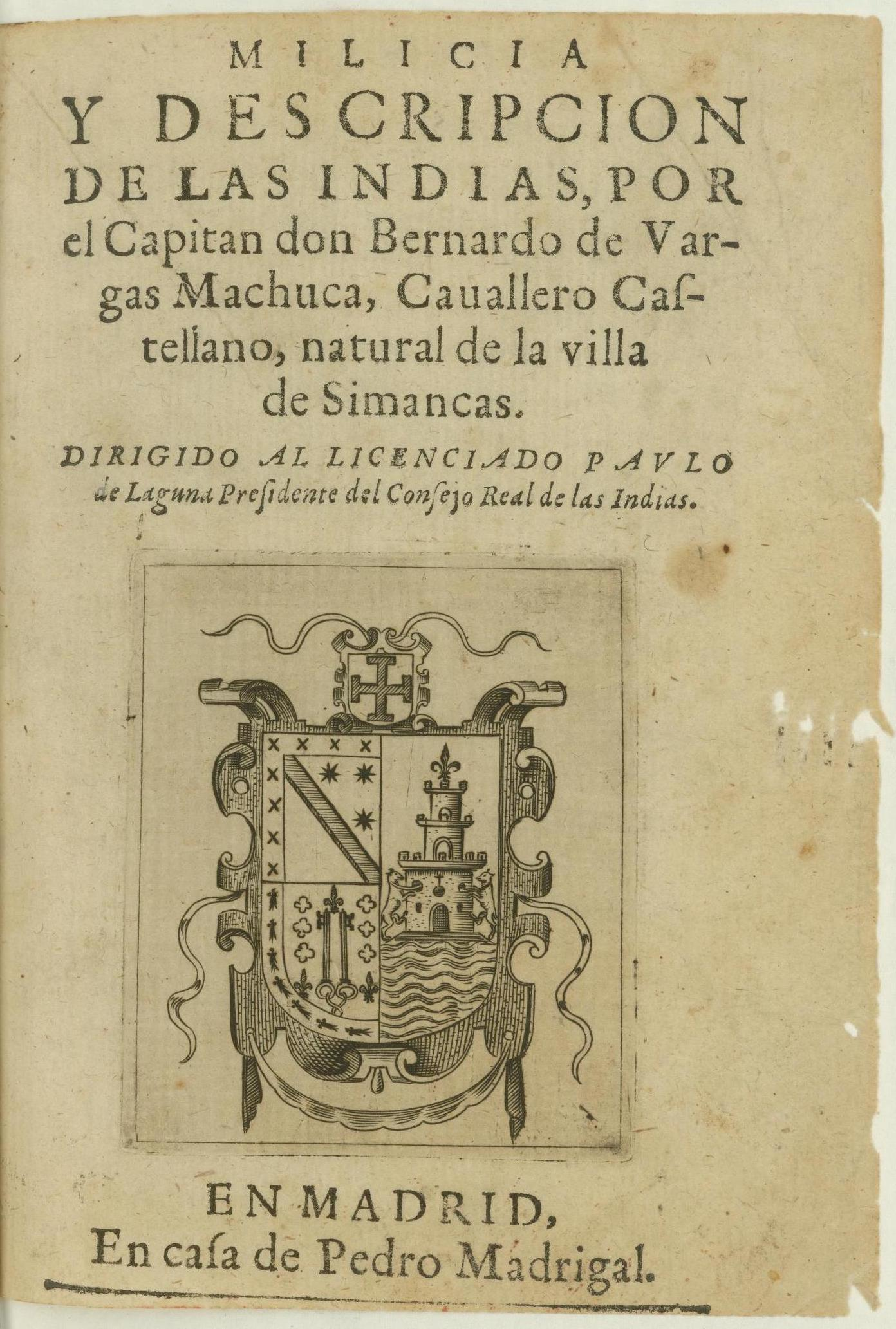
Hoja de título de Milicia y descripción de las Indias (1599)

- Milicia y/o descripción de las Indias (1599)
- Compendio y doctrina nueva de la Gineta
- Defensa de la conquista de las Indias